# キャプテン・アンド・ザ・キッド
キャプテン・アンド・ザ・キッド(The Captain & The Kid)は、2006年に発表されたエルトン・ジョンのアルバム。

## 解説
1975年の『キャプテン・ファンタスティック』の続編的意味合いを持つコンセプトアルバム。『キャプテン〜』はデビューまでの自伝的なアルバム、本作はエルトンが翌年60歳を迎える前の総括的なアルバムと言える。
近年アメリカ在住の作詞家バーニーとはFAXでのやり取りが主だが、本作は久しぶりに顔を合わせ打ち合わせを行ったとのことである。ジャケットも牧場でピアノを弾くエルトンと、馬に乗ったバーニーというものであった（初期のアルバムには必ず二人の顔写真が揃って掲載されていた）。
アメリカンロックのテイストが濃い仕上がりとなっている。「キャプテン・アンド・ザ・キッド」では前作タイトル曲のイントロが使用されるなどのファンサービスもされている。
なお「12」という曲が歌詞のみ記載されている。製作されたかは不明。他に「アクロス・ザ・リヴァー・テムズ」という未収録曲が存在する。

## 収録曲
1. リチャード・ニクソンからの葉書 - Postcards from Richard Nixon
2. ノアの箱舟のように - Just Like Noah's Ark
3. エニー・アザー・ウェイ(NYC) - Wouldn't Have You Any Other Way (NYC)
4. ティンダーボックス - Tinderbox
5. アンド・ザ・ハウス・フェル・ダウン - And the House Fell Down
6. ブルース・ネヴァー・フェイド・アウェイ - Blues Never Fade Away
7. ザ・ブリッジ - The Bridge
8. アイ・マスト・ハヴ・ロスト・イット・オン・ザ・ウィンド - I Must Have Lost It On The Wind
9. オールド'67 - Old '67
10. キャプテン・アンド・ザ・キッド - The Captain and the Kid

- 作詞　バーニー・トーピン
- 作曲　エルトン・ジョン

## 参加ミュージシャン
- エルトン・ジョン - Piano, Vocals
- デイビー・ジョンストン(Davey Johnstone) - Musical Director, Guitars, Bnajos, Mandolins, Harmonica and backing vocals
- ナイジェル・オルソン(Nigel Olsson) - Drums and backing vocals
- ガイ・バビロン(Guy Babylon) - Arrangements and Keyboards
- ボブ・バーチェ(Bob Birch) - Bass and backing vocals
- ジョン・マホーン(John Mahon) - Percussion and backing vocals
- Matt Still - backing vocals
- Arthur - Woof-bells

## 製作
- Matt Still - Producers, Recorded snd Mixed